# 판소리공장 바닥소리
판소리공장 바닥소리는 대한민국의 음악 그룹이다.

## 음반
- 일곱빛깔 까망이 OST (2015)
- 닭들의 꿈, 날다 OST (2015)
- 제비씨의 크리스마스 (2020)
- 경성스케이터 (2021)
- 더할나위없이 (2021)
- 나와 춤을 (2021)
- 고유한 노래집 (2022)

## 공연
- TALE: 말로 들려주는, 전적으로 사실은 아닐 수도 있는, (하지만 사실인) 이야기 (2020)
- 맞닿다, 마타타 (2021)
- <닭들의 꿈, 날다> (2021)
- 더할 나위 없이 온종일 윤슬같이 (2021)
- 판, 소리 내어 읽다 - 입체 낭독극 〈가시리〉 (2021)
- 판, 소리 내어 읽다 - 입체 낭독극 <해녀탐정 홍설록> (2021)
- 바닥소리 연말콘서트 〈더할 나위 없이：유니크-리스마스〉 (2021)
- <제비씨의 크리스마스> (2022)
- 짬콘서트 Ⅲ _더할 나위 없이 - 수원 (2022)
- 완창여정프로젝트 <자기만의 방> (2022)
- 완창여정프로젝트 <강나현의 수궁가> (2022)
- 닭들의 꿈, 날다 (2022)
- 완창여정프로젝트 <정지혜의 흥보가> (2022)
- 창작판소리 눈대목 콘서트 <소복이 쌓인> (2022)
- 소리극 <체공녀 강주룡> (2023)
- 2023 남산소리극축제 <닭들의 꿈, 날다> (2023)
- <다큐판소리 TALE> (2023)
- KBS 국악관현악당 시청자 감사음악회 <꿀벌이 사라졌다!> (2023)
- 완창여정프로젝트 <한진수의 심청가> (2023)
- 2023 방방곡곡 문화공감 사업함께+green <닭들의 꿈, 날다> (2023)
- <일상판소리 페스티벌> (2023)
- 피아노병창 최준 <2023 춘향> with 판소리공장 바닥소리 (2023)
- 완창여정프로젝트 <이해원의 심청가> (2023)
- <제비씨의 크리스마스> (2023)
- 바닥소리 연말콘서트 <소리多방> (2023)
- 어린이 국악극 동화나라 별별친구 <제비씨의 크리스마스> (2023)
- 소리극 <체공녀 강주룡> (2024)

## 수상
- KBS 국악대상 단체상 (2021)
- 제27회 서울어린이연극상 대상 (2019)
- 제3회 이데일리 문화대상 대상 (2016)
- 제1회 창작국악극대상 작품상부문 최우수상 (2014)